# Darzo
Darzo è una frazione del comune di Storo situata a sud della Valle del Chiese su una collina costituita da un conoide alluvionale sopra una piccola piana dove i fiumi Chiese e Caffaro si immettono nel lago d'Idro.

## Storia
Darzo fu dal 1100 ca. al 1826 comune della contea di Lodrone, territorio soggetto alla podestà della nobile famiglia dei conti Lodron, feudatari dei principi-vescovi di Trento.
Il 1° dicembre 1434 Paride e Antonio Lodron, figli di Pietro, donarono per cinque anni il territorio e la "villa" di Darzo a sette mercenari esterni alla minuscola comunità che già viveva in paese per gratitudine dei servizi a loro prestati con uomini, armi ed altri mezzi nel corso del precedente quinquennio soprattutto per il recupero di Castel Romano e altri beni nella guerra tra Vinciguerra D'Arco e Paride Lodron. 

Darzo è stato un comune fino al 1º marzo 1928, quando il regio decreto n. 540 (G.U. 2 aprile 1928 n. 78) stabiliva che i comuni di Darzo, Lodrone e Bondone fossero aggregati a quello di Storo. È territorialmente rimasto un comune catastale. Il codice catastale (Belfiore) è D252
Nel 1836 Darzo aveva 368 abitanti. Nei censimenti del 1961 ne aveva 613, passati a 604 nel 1971, 605 nel 1981, 692 nel 1991 e 750 nel 2007.
Le montagne sopra Darzo erano ricche di barite e per un secolo, dalla fine dell'800 alla fine del '900 vennero aperte alcune miniere in concessione perpetua al comune di Darzo (poi comune di Storo), che le affittò per la coltivazione a tre ditte: la Sigma mineraria, la Baritina e la Maffei. La Baritina, per ultima, chiude l'attività nel 2009.

## Monumenti e luoghi d'interesse

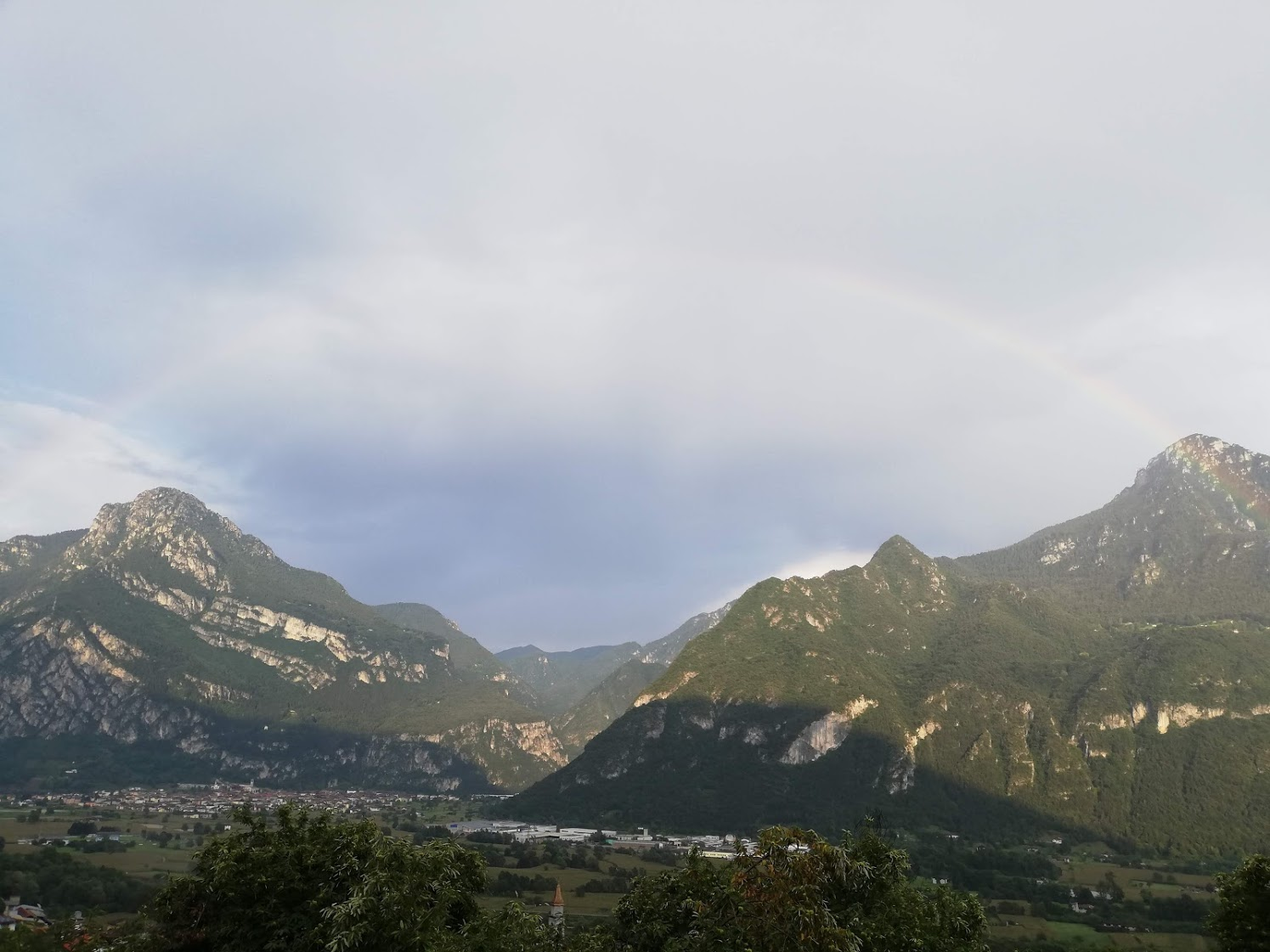
Vista da Darzo su Storo

Siti di interesse storico a Darzo sono le due chiese:
- Chiesa di  San Giovanni Nepomuceno, parrocchiale settecentesca dedicata al patrono;
- Chiesa di  San Michele Arcangelo, antica chiesa medioevale.

## Società

### Tradizioni e folclore
Il 16 maggio viene festeggiata la festa del patrono del paese, Giovanni Nepomuceno. Altra festa popolare è la Sagra, che si svolge nella terza domenica di settembre, in onore alla compatrona, la Madonna Addolorata, la cui festa cade il 15 del mese.
Darzo ha anche una sua leggenda, quella di "Annetta di Darzo".